# Fuchskaute

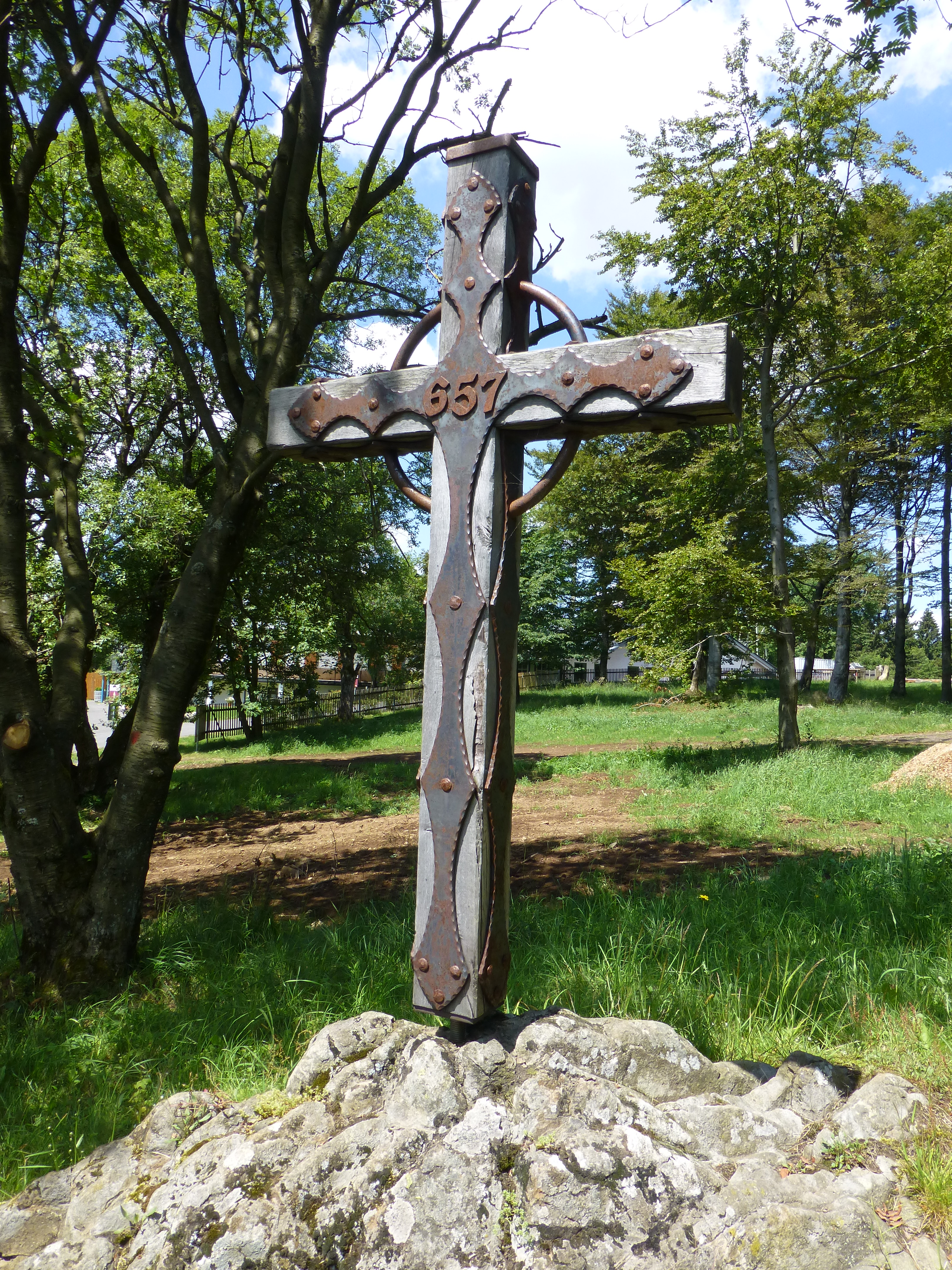
Bergkreuz mit Berghöhe „657“ auf dem gipfelnahen Südhang der Fuchskaute

Blick von Osten über Waldaubach auf die Fuchskaute (rechts Nordkuppe, Mitte Südkuppe). Die Windräder links stehen auf dem Nordhang des südlich angrenzenden Hombergs.

Die Fuchskaute ist mit 657,3 m ü. NHN die höchste Erhebung des Westerwaldes und des Westerwaldkreises. Ihr Gipfel und größter Flächenanteil liegen im Gebiet der rheinland-pfälzischen Ortsgemeinde Willingen, die Ostseite gehört teilweise zur hessischen Gemeinde Driedorf. Der Name bezeichnet den Schlafplatz eines Fuchses, siehe auch Kaute. Die Fuchskaute ist Teil einer Basalthochebene.

## Geographie

### Lage
Die Fuchskaute erhebt sich im Hohen Westerwald, einem Hochplateau des zum Rheinischen Schiefergebirge gehörenden Westerwaldes. Sie liegt etwa auf halber Luftlinie zwischen Bad Marienberg im Westen und Breitscheid im Osten mit Gipfellage in der Gemarkung des 1,3 km nordwestlich des Gipfels befindlichen Willingen. Die Grenze zu Hessen verläuft auf ihrem Osthang bei Waldaubach und jene zu Nordrhein-Westfalen knapp 3 km nördlich des Berggipfels; 3,2 km nordnordöstlich der Fuchskaute liegt das Dreiländereck von Rheinland-Pfalz, Hessen und Nordrhein-Westfalen.

### Naturräumliche Zuordnung
Die Fuchskaute gehört in der naturräumlichen Haupteinheitengruppe Westerwald (Nr. 32) und in der Haupteinheit Hoher Westerwald (322) zur Untereinheit Westerwälder Basalthochfläche (322.0).

### Berghöhe
Die Fuchskaute hat zwei etwa 650 m voneinander entfernte Kuppen – mit Höhen in Meter (m) über Normalhöhennull (NHN): die auch Alteberg genannte Nordkuppe (656,4 m) und die Südkuppe (657,3 m), wobei sich letztere in zwei rund 175 m auseinander liegende Anhöhen aufteilt, nämlich in die Nordanhöhe (657,3 m) und die Südanhöhe (656,5 m).

### Fließgewässer
Auf dem Nordhang der Fuchskaute entspringt mit dem Ketzerbach der auch Winterbach genannte Oberlauf des Haigerbachs und auf dem Nordhang des südsüdöstlich befindlichen Altenbergs (651,4 m) der östlich der Fuchskaute fließende Aubach; beide sind Zuflüsse der Dill. Auf dem Westhang des nordwestlichen Nachbarbergs Rompf (Rumpf; 636,6 m) liegt die Quelle der westlich der Fuchskaute verlaufenden Nister (Große Nister) und außerdem auf dessen Nordwesthang der Weierbach.

## Geologie
Das Gestein der Fuchskaute wurde bestimmt als Basanit (nach alter Nomenklatur als Nephelin-Basalt bezeichnet), einem basischen, kieselsäurearmen Vulkanit. Wie alle feinkörnigen dunklen Ergussgesteine wird er in der Feldansprache meist als Basalt bezeichnet. Die Bergkuppe ist Bestandteil einer ausgededehnten, fast 800 Quadratkilometer großen Basaltdecke mit einem Alter von etwa 22 bis 28 Millionen Jahre (Chattium bis Aquitanium), die aus übereinander gestapelten Basaltdeckenergüssen und -strömen besteht, ohne dass hier eine Zuordnung zu einzelnen Vulkanbauten oder Schloten möglich wäre. Das Gestein der Fuchskaute zeigt eine plattige Ausbildung, also nicht die sonst häufigen Basaltsäulen. Neuere Untersuchungen zur Fuchskaute liegen nicht vor.
Zum Zeitpunkt des Vulkanismus war das Gebiet des heutigen Westerwalds eine wenig gegliederte Tiefebene, beinahe auf Meeresspiegelhöhe. Das heutige Relief mit Bildung der Bergkuppen geht auf jüngere Hebungsvorgänge des sog. Rheinischen Schilds zurück, bei der das heutige Rheinische Schiefergebirge als Mittelgebirge entstanden ist. Die Hebung hält vermutlich bis in heutige Zeit an. Die Bergkuppe der Fuchskaute ist also durch Erosion entstanden, wobei die harten Basaltdecken der Abtragung mehr Widerstand entgegengesetzt haben als die umgebenden devonischen Sedimentgesteine.

## Schutzgebiete
Auf der Ostflanke der Fuchskaute bis hoch auf die südliche seiner beiden Kuppen zieht sich zum Schutz von Heideflächen das Naturschutzgebiet Fuchskaute (CDDA-Nr. 163164; 1984 ausgewiesen; 40,16 ha groß). Auf großen Bereichen des Bergs mit beiden Kuppen liegen Teile des Europäischen Vogelschutzgebiets Westerwald (VSG-Nr. 5312-401; 289,48 km²) in Rheinland-Pfalz und auf geringen Flächenanteilen im Osten, im Gebiet der hessischen Gemeinde Waldaubach, solche des Vogelschutzgebiets Hoher Westerwald (VSG-Nr. 5314-450; 76,1081 km²). Auf rheinland-pfälzischer Seite des Berges befinden sich Teile des Fauna-Flora-Habitat-Gebiets Feuchtgebiete und Heiden des Hohen Westerwaldes (FFH-Nr. 5314-304; 47,8 km²) und auf hessischer Seite solche des FFH-Gebiets Hoher Westerwald (FFH-Nr. 5314-301; 19,6511 km²).

## Fauna und Flora

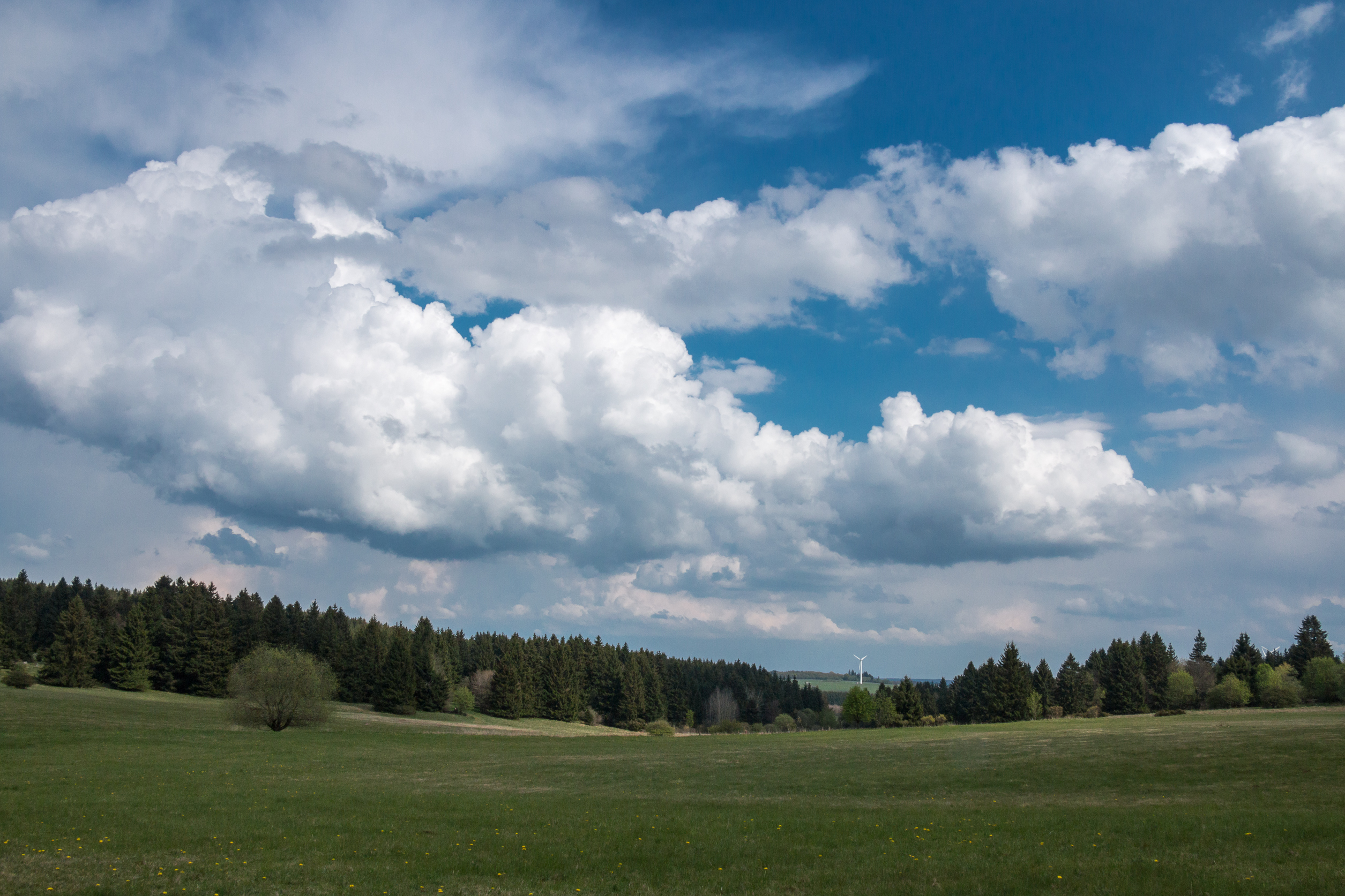
Hochheidelandschaft auf dem Sattel zwischen Nord- und Südkuppe

An und auf der Basalthochebene der Fuchskaute haben das raue Klima und eine traditionelle Art der Weidenutzung Wiesen entstehen lassen, wie sie sonst typisch für die Alpen sind. Fast 300 Blütenpflanzen- und Baumarten, 300 Schmetterlings- und fast 50 verschiedene Vogelarten wurden hier gezählt.

## Tourismus
An der Fuchskaute befindet sich ein Skilanglaufgebiet mit gespurten Loipen. Bis 1975 (oder 1980) fanden dort mit Motorrädern regelmäßig Grasbahnrennen statt, dann wurden sie aufgrund der Umweltbelastungen eingestellt.
Auf der Südostseite der Südkuppe war das Gasthaus Fuchskaute-Lodge von der Bundesstraße 414 aus erreichbar. 2021 wurde der Gasthausbetrieb eingestellt, seitdem ist das Anwesen als privater Wohnbesitz abgesperrt. Auch die Parkplätze stehen nicht mehr zur Verfügung.
In der Umgebung der Fuchskaute gibt es auf rund 250 km Länge gut ausgebaute und markierte Wanderwege, die unter anderem zu den Naturschutzgebieten Wacholderheide, in die Holzbachschlucht und zur Krombachtalsperre führen. Direkt durch den Gipfelbereich verlaufen der Westerwaldsteig und die Südschleife des Rothaarsteigs. Deren Wegführung wurde 2021 um das nun gesperrte Grundstück des ehemaligen Gasthofs herumgeführt.
Der Europäische Fernwanderweg E1 streift die Westflanke der Nordkuppe.

## Türme
Der Amateurfunkdienst hat bis Anfang 2021 auf der Südkuppe der Fuchskaute zwei Sendetürme betrieben.
Alte Ansichtskarten von der Fuchskaute zeigen etwa am Standort der ehemaligen Sendetürme einen Aussichtsturm aus Stahlfachwerk mit drei Aussichtsplattformen, der nicht mehr besteht.

## Windpark
In Sichtweite der Fuchskaute befindet sich der Windpark Waigandshain-Homberg. Seit 2004 erzeugen dort 12 Windkraftanlagen mit einer Gesamtleistung von 18 Megawatt jährlich ca. 40 Mio. kWh.